# نيوكليوسيد ثلاثي الفوسفات

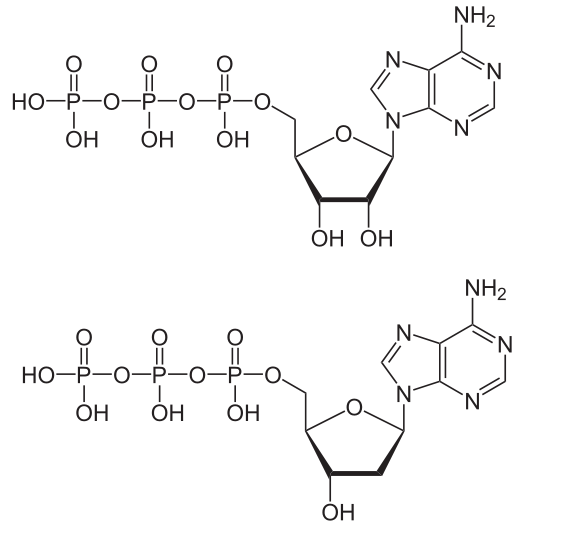

النيوكليوسيد ثلاثي الفوسفات (بالإنجليزية: Nucleoside triphosphate)‏ أو (NTP) اختصارا هو جزيء يحتوي على نيوكليوسيد مرتبط بثلاث مجموعات فوسفات. تعتبر مشتقات النيوكليوتيدات ضرورية للحياة لأنها تشكل الوحدة البنائية للحموض الأمينية وتقوم بآلاف الوظائف في عمليات الأيض وتنظيم حياة الخلية. وتوفر النيوكليوسيدات ثلاثية الفسفات بشكل عام الطاقة ومجموعة الفسفات اللازمة لعملية الفسفرة.